# Cascaronia astragalina
Cascaronia astragalina är en ärtväxtart som beskrevs av August Heinrich Rudolf Grisebach. Cascaronia astragalina ingår i släktet Cascaronia och familjen ärtväxter. Inga underarter finns listade i Catalogue of Life.